# 1325 Inanda
Az 1325 Inanda (ideiglenes jelöléssel 1934 NR) a Naprendszer kisbolygóövében található aszteroida. Cyril Jackson fedezte fel 1934. július 14-én, Johannesburgban.